# Cladosporium neottopteridis
Cladosporium neottopteridis är en svampart som beskrevs av Yun L. Liu & Yong H. He 2000. Cladosporium neottopteridis ingår i släktet Cladosporium och familjen Davidiellaceae.   Inga underarter finns listade i Catalogue of Life.